# Montegrappa-Santa Rosalia
Montegrappa-Santa Rosalia è il quarto quartiere di Palermo.
Il quartiere è compreso nella IV Circoscrizione.

## Geografia fisica
Il quartiere, ubicato nella zona meridionale della città, confina:
- a nord con i quartieri Palazzo Reale-Monte di Pietà e Cuba-Calatafimi;
- a ovest con il quartiere Mezzomonreale-Villatasca;
- a sud con il quartiere Villagrazia-Falsomiele;
- a est con il quartiere Oreto-Stazione.

## Storia
I primi insediamenti di rilievo nella zona risalgono all'inizio del XIX secolo e consistevano in modesti nuclei residenziali costruiti lungo le strade di collegamento tra il centro palermitano e la pianura della Conca d'Oro: le vie Brasa e Montegrappa.   
Negli anni '30 la zona è stata scelta per ospitare il nuovo ospedale civico di Palermo, oggi azienda ospedaliera Civico e Benfratelli, identificata come ARNAS (Azienda ospedaliera di Rilievo Nazionale e di Alta Specializzazione) dal Decreto del Presidente del Consiglio dei Ministri del 31 agosto 1993.
Con la grande espansione immobiliare del capoluogo avviata nel secondo dopoguerra, l'area ha subito un notevole incremento edilizio con interventi sia privati che pubblici. All'inizio degli anni '60 il quartiere è stato interessato dalla fondazione di una nuova cittadella universitaria per l'ateneo cittadino, resasi necessaria in seguito al crescente numero di iscrizioni registrato a partire dal decennio precedente.

## Monumenti e luoghi d'interesse

### Architetture religiose
- Annunciazione del Signore, in via Alberto Verdinois;
- Maria Santissima Immacolata, in via Gustavo Roccella;
- Santa Maria Salute Infermi, in via Carrabia;
- San Raffaele Arcangelo, in via Gustavo Roccella.

## Cultura

### Università
All'interno del Parco d'Orléans, con un'estensione pari a 4 ettari, è ubicato il campus dell'Università degli Studi di Palermo - altresì noto come Viale delle Scienze in riferimento alla strada alberata omonima che lo attraversa - dove sono concentrare la maggior parte delle facoltà e dei dipartimenti d'ateneo. La cittadella universitaria, i cui ingressi principali sono posti su via Ernesto Basile, comprende 19 edifici, un dormitorio studentesco e altri servizi, tra cui l'ambulatorio medico gratuito per gli studenti, la mensa e un asilo nido per accogliere i bambini di dipendenti e professori. Gli edifici 7 e 16 ospitano le principali biblioteche del campus, rispettivamente quella di ingegneria e quella di scienze biologiche, chimiche e farmaceutiche.
Nel piazzale della facoltà di ingegneria è esposto un modello Lockheed F-104 Starfighter, primo cacciabombardiere intercettore ad altissime prestazioni realizzato nella storia dell'aeronautica. Il velivolo è stato donato dall'Aeronautica Militare all'ateneo palermitano nel 2009.
Dal 2013, il 17% del fabbisogno energetico annuo di Viale delle Scienze è coperto da un impianto fotovoltaico di 740 m², il più grande in Sicilia e il maggiore tra le università italiane, installato sul tetto della facoltà di ingegneria.